# Avaion
AVAION (* 6. Januar 1997, gebürtig Christopher Stein) ist ein deutscher Musiker aus der Stadt Fürth in Bayern. Er steht bei Sony Music unter Vertrag.

## Werdegang
Avaion wuchs in Süddeutschland auf. Er verwendete seinen Künstlernamen bereits für ein Spiel im Kindergarten, später wurde der Name zu seinem Spitznamen. Mit sechs Jahren begann er mit dem Klavierspielen. Es folgten Gitarre und Orgel. Mit diesen Instrumenten komponierte er erste Lieder. Außerdem fing er an, zu singen und zu rappen. Seit 2010 produziert er, zunächst vor allen Dingen in den Bereichen Dubstep und Drum and Bass, nun aber vor allem EDM.
2017 trat er bereits als Avaion beim Open Beatz Festival auf der Mainstage auf.
Mit Fucked Up erschien 2018 seine Debütsingle.
Die Single Pieces erschien schon 2019, stieg aber erst am 28. Januar 2022 in die Deutschen Singlecharts und am 6. Februar in die Schweizer Hitparade ein. Ein Entwurf des Stückes entstand schon 2016. Im Jahr 2020 erschien ein Remix von Lovra und eine Akustikversion. Ende 2021 wurde eine Version mit Vize und Leony veröffentlicht. Am 25. Februar 2022 erschien eine EP mit allen bis dahin erschienenen Versionen des Songs.

## Diskografie

### Alben
- 2024: Selfreflection

### Singles
- 2018: Fucked Up
- 2018: Lost
- 2019: Ride
- 2019: You
- 2019: Pieces (AT: Gold)
- 2020: When you go
- 2020: She dance
- 2020: Love Again
- 2021: I don’t know why
- 2021: Same Vibes
- 2021: Fallin‘
- 2022: Lies
- 2022: Sleepless
- 2022: Keep On Dancing
- 2022: Hope
- 2023: Broken
- 2023: Other Side
- 2024: Call My Name
- 2024: You again
- 2024: Selfreflection
- 2025: Wacuka (mit Sofiya Nzau)

## Auszeichnungen für Musikverkäufe
| Goldene Schallplatte - Italien - 2024: für die Single Pieces - Polen - 2023: für die Single Pieces - Ungarn - 2022: für die Single Pieces |

Anmerkung: Auszeichnungen in Ländern aus den Charttabellen bzw. Chartboxen sind in ebendiesen zu finden.
| Land/RegionAuszeichnungen für Musikverkäufe (Land/Region, Auszeichnungen, Verkäufe, Quellen) | Gold     | Platin  | Verkäufe | Quellen           |
| -------------------------------------------------------------------------------------------- | -------- | ------- | -------- | ----------------- |
| Deutschland (BVMI)                                                                           | Gold1    | —       | 200.000  | musikindustrie.de |
| Italien (FIMI)                                                                               | Gold1    | —       | 50.000   | fimi.it           |
| Österreich (IFPI)                                                                            | Gold1    | —       | 15.000   | ifpi.at           |
| Polen (ZPAV)                                                                                 | Gold1    | —       | 25.000   | olis.pl           |
| Schweiz (IFPI)                                                                               | —        | Platin1 | 20.000   | hitparade.ch      |
| Ungarn (MAHASZ)                                                                              | Gold1    | —       | 2.000    | slagerlistak.hu   |
| Insgesamt                                                                                    | 5× Gold5 | Platin1 |          |                   |